# Coup de foudre sur une mélodie de Noël
Pour plus de détails, voir Fiche technique et Distribution.
Coup de foudre sur une mélodie de Noël (It’s Christmas, Eve) est un téléfilm de Noël américain réalisé par Tibor Takács en 2018 diffusé le 10 novembre 2018 sur la chaine Hallmark Channel.
Il est diffusé le 3 décembre 2019 sur TF1.

## Synopsis
Eve part fêter Noël dans sa ville natale avec sa famille, tout en essayant de sauvegarder le collège. Quand elle déclare que la classe de musique a un budget trop important et qu’il faudrait la supprimer, elle se heurte au professeur de cette matière, avant d’avoir des sentiments pour lui,.

## Distribution
- LeAnn Rimes : Eve
- Tyler Hynes (en) : Liam
- Gwynyth Walsh : Nella
- Laurie Murdoch : John
- Christian Convery : Wyatt